# O melodie pentru Europa 2016
L'undicesima edizione del melodie pentru Europa si è tenuta presso lo studio 2 di TeleRadio Moldova a Chișinău, e ha selezionato il rappresentante moldavo all'Eurovision Song Contest 2016 di Stoccolma.
La vincitrice è stata Lidia Isac con Falling Stars.

## Organizzazione
La selezione nazionale, organizzata da TeleRadio Moldova (TRM), si è articolata in un primo round di audizioni, al quale hanno preso parte 47 cantanti e gruppi musicali, in due semifinali da 12 partecipanti ciascuna, e una finale da 16 partecipanti.
L'evento è stato trasmesso su Moldova 1, Radio Moldova Actualități, Radio Moldova Tineret, Radio Moldova Muzical, sul sito ufficiale dell'emittente e sul sito dell'Eurovision Song Contest.
La giuria di esperti è stata composta da:
- Iurie Mahovici, compositore
- Valeria Barbas, compositrice e musicologista
- Andriano Marian, direttore dell'orchestra giovanile
- Boris Cremene, attore
- Liviu Știrbu, compositore (solo finale)
- Geta Voinovan, cantautrice
- Ion Brătescu, direttore del teatro nazionale di opera e balletto (solo finale)
- Vladimir Beleaev, compositore (solo semifinali)
- Svetlana Gozun, ballerina
- Pavel Gamurai, lettore (solo finale)
- Ruslan Țăranu, cantautore
- Angela Ciobanu, attrice (solo 1ª semifinale)
- Aliona Moon, cantante (solo finale)
- Ion Razza, cantante (solo 2ª semifinale e finale)

## Partecipanti
| Artista                             | Titolo                 | Traduzione                             | Compositori                                                     |
| ----------------------------------- | ---------------------- | -------------------------------------- | --------------------------------------------------------------- |
| Andrei Ioniță & Onoffrei            | Lie                    | Bugia                                  | Andrei Ioniță e Ion Onofrei                                     |
| Anna Gulko                          | Never Let Go           | Mai lasciar andare                     | Will Taylor, Georgios Kalpakidis e Nikos Sofis                  |
| Beatrice                            | Saved My Heart for You | Ho tenuto da parte il mio cuore per te | Nicklas Säwström e Christian Löwenborg Wahlström                |
| Big Flash Sound                     | Când vrei              | Quando vuoi                            | Big Flash Sound e Virgil Carianopol                             |
| Che-MD                              | Vodă e cu noi          | L'acqua è con noi                      | Mihail Smolenco                                                 |
| Chris Maroo                         | Tonight                | Stanotte                               | Smally e Gloria Gorceag                                         |
| Chris Jeff                          | Good Life              | Bella vita                             | Andrei Mihai, Elena Morosanu e Dorian Micu                      |
| Cristina Pintilie                   | Picture of Love        | Immagine d'amore                       | Alex Calancea e Ana Colesnicov                                  |
| Diana Brescan                       | Till the End           | Fino alla fine                         | Niklas Pettersson e André Zuniga                                |
| Doinița Gherman                     | Irresistible           | Irresistibile                          | Ylva Persson e Linda Persson                                    |
| DoReDos                             | FunnyFolk              | Folk divertente                        | Ion Moraru e Lidia Scarlat                                      |
| Emilia Russu                        | I Am Not the Same      | Non sono la stessa                     | Smally e Gloria Gorceag                                         |
| Felicia Dunaf                       | You and Me             | Io e te                                | Smally e Gloria Gorceag                                         |
| Lidia Isac                          | Falling Stars          | Stelle cadenti                         | Gabriel Alares, Sebastian Lestapier, Ellen Berg e Leonid Gutkin |
| Max Fall feat. Dan Vozniuc & Malloy | Game Lover             | Amante del gioco                       | Dan Vozniuc e Maxim Bodiu                                       |
| Maxim Zavidia                       | La La Love             | -                                      | Serghei Ialovițki e Daniel Murzac                               |
| Nadia Moșneagu                      | Memories               | Ricordi                                | Valeriu Pașa e Elena Negruța                                    |
| Priza                               | Rewind                 | Riavvolgere                            | Georgios Kalpakidis e Mickey Huskic                             |
| Rodica & Ivan Aculov                | Stop Lying             | Basta mentire                          | Ivan Aculov e Lidia Scarlat                                     |
| Valentin Uzun                       | Mine                   | Mia                                    | Veaceslav Daniliuc e Daniela Mirzac                             |
| Valentina Nejel                     | Va fi târziu           | Sarà tardi                             | Marian Stîrcea e Radmila Popovici-Paraschiv                     |
| Valeria Pașa                        | Save Love              | Conserva amore                         | Valeriu Pașa                                                    |
| Viola                               | In the Name of Love    | Nel nome dell'amore                    | Violeta Julea e Victoria Demici                                 |
| Vitalie Todirașcu                   | Belladonna             | -                                      | Vitalie Todirașcu                                               |

## Semifinali

### Prima semifinale
La prima semifinale si è tenuta il 23 febbraio 2016 ed è stata presentata da Gloria Gorceag e Sergiu Beznițchi.
Si sono esibiti come ospiti Aliona Moon (rappresentante della Moldavia all'Eurovision 2013) e i Just Friends, una compagnia di ballerini.
Dei 12 partecipanti 8 si sono qualificati per la finale.
- Qualificati per la finale
- Wildcard

| #  | Artista         | Titolo              | Punteggio | Punteggio | Punteggio | Posizione |
| #  | Artista         | Titolo              | Giuria    | Televoto  | Totale    | Posizione |
| -- | --------------- | ------------------- | --------- | --------- | --------- | --------- |
| 1  | Doinița Gherman | Irresistible        | 10        | 7         | 17        | 3         |
| 2  | Valentina Nejel | Va fi târziu        | 3         | 2         | 5         | 9         |
| 3  | Valeria Pașa    | Save Love           | 12        | 5         | 17        | 2         |
| 4  | Emilia Russu    | I Am Not the Same   | 5         | 3         | 8         | 8         |
| 5  | Che-MD          | Vodă e cu noi       | 1         | 8         | 9         | 7         |
| 6  | Chris Maroo     | Tonight             | 0         | 1         | 1         | 12        |
| 7  | Valentin Uzun   | Mine                | 0         | 10        | 10        | 6         |
| 8  | Chriss Jeff     | Good Life           | 4         | 0         | 4         | 10        |
| 9  | DoReDoS         | FunnyFolk           | 8         | 6         | 14        | 4         |
| 10 | Viola           | In the Name of Love | 6         | 4         | 10        | 5         |
| 11 | Maxim Zavidia   | La La Love          | 7         | 12        | 19        | 1         |
| 12 | Priza           | Rewind              | 2         | 0         | 2         | 11        |

| Titolo              | I. Mahovici | V. Barbas | A. Marian | B. Cremene | G. Voinovan | V. Beleaev | S. Gozun | R. Țăranu | A. Ciobanu | Totale | Totale |
| ------------------- | ----------- | --------- | --------- | ---------- | ----------- | ---------- | -------- | --------- | ---------- | ------ | ------ |
| Irresistible        | 4           | 7         | 5         | 10         | 10          | 10         | 7        | 10        | 10         | 73     | 10     |
| Va fi târziu        | 3           | 4         | 1         | 3          | 2           | 5          | 0        | 8         | 6          | 32     | 3      |
| Save Love           | 10          | 12        | 12        | 12         | 12          | 12         | 10       | 12        | 12         | 104    | 12     |
| I Am Not the Same   | 1           | 6         | 6         | 5          | 1           | 3          | 1        | 7         | 7          | 37     | 5      |
| Vodă e cu noi       | 0           | 3         | 2         | 2          | 0           | 2          | 6        | 5         | 3          | 23     | 1      |
| Tonight             | 0           | 0         | 0         | 0          | 0           | 0          | 0        | 0         | 0          | 0      | 0      |
| Mine                | 6           | 1         | 4         | 0          | 4           | 1          | 2        | 1         | 2          | 21     | 0      |
| Good Life           | 5           | 2         | 3         | 1          | 5           | 7          | 4        | 4         | 5          | 36     | 4      |
| FunnyFolk           | 12          | 8         | 8         | 4          | 8           | 8          | 12       | 0         | 0          | 60     | 8      |
| In the Name of Love | 7           | 10        | 7         | 6          | 6           | 4          | 5        | 2         | 1          | 48     | 6      |
| La La Love          | 8           | 5         | 10        | 8          | 7           | 6          | 8        | 3         | 4          | 59     | 7      |
| Rewind              | 2           | 0         | 0         | 7          | 3           | 0          | 3        | 6         | 8          | 29     | 2      |

### Seconda semifinale
La seconda semifinale si è tenuta il 25 febbraio 2016 ed è stata presentata da Mihaela Cârnov e Sergiu Beznițchi.
Si sono esibiti come interval act i Gândul Mâței.
Come nella prima semifinale, dei 12 partecipanti solo 8 si sono qualificati per la finale del 27 febbraio.
- Qualificati per la finale
- Wildcard

| #  | Artista                             | Titolo                 | Punteggio | Punteggio | Punteggio | Posizione |
| #  | Artista                             | Titolo                 | Giuria    | Televoto  | Totale    | Posizione |
| -- | ----------------------------------- | ---------------------- | --------- | --------- | --------- | --------- |
| 1  | Rodica & Ivan Aculov                | Stop Lying             | 4         | 10        | 14        | 5         |
| 2  | Lidia Isac                          | Falling Stars          | 5         | 12        | 17        | 1         |
| 3  | Cristina Pintilie                   | Picture of Love        | 7         | 7         | 14        | 4         |
| 4  | Diana Brescan                       | Till the End           | 1         | 4         | 5         | 9         |
| 5  | Max Fall feat. Dan Vozniuc & Malloy | Game Lover             | 8         | 8         | 16        | 3         |
| 6  | Andrei Ioniță & Onoffrei            | Lie                    | 6         | 2         | 8         | 7         |
| 7  | Felicia Dunaf                       | You and Me             | 2         | 5         | 7         | 8         |
| 8  | Nadia Moșneagu                      | Memories               | 10        | 6         | 16        | 2         |
| 9  | Big Flash Sound                     | Când vrei              | 12        | 0         | 12        | 6         |
| 10 | Anna Gulko                          | Never Let Go           | 0         | 1         | 1         | 12        |
| 11 | Beatrice                            | Saved My Heart for You | 0         | 3         | 3         | 11        |
| 12 | Vitalie Todirașcu                   | Belladonna             | 3         | 0         | 3         | 10        |

| Titolo                 | I. Mahovici | V. Barbas | A. Marian | B. Cremene | G. Voinovan | V. Beleaev | S. Gozun | R. Țăranu | I. Razza | Totale | Totale |
| ---------------------- | ----------- | --------- | --------- | ---------- | ----------- | ---------- | -------- | --------- | -------- | ------ | ------ |
| Stop Lying             | 5           | 4         | 5         | 2          | 4           | 8          | 7        | 2         | 5        | 42     | 4      |
| Falling Stars          | 6           | 6         | 2         | 5          | 6           | 6          | 8        | 5         | 7        | 51     | 5      |
| Picture of Love        | 8           | 8         | 7         | 7          | 8           | 7          | 5        | 0         | 12       | 62     | 7      |
| Till the End           | 4           | 0         | 0         | 0          | 0           | 3          | 4        | 3         | 6        | 20     | 1      |
| Game Lover             | 10          | 10        | 8         | 6          | 12          | 10         | 10       | 1         | 4        | 71     | 8      |
| Lie                    | 3           | 5         | 12        | 12         | 7           | 4          | 3        | 7         | 2        | 55     | 6      |
| You and Me             | 1           | 3         | 4         | 3          | 2           | 2          | 2        | 4         | 3        | 24     | 2      |
| Memories               | 7           | 12        | 10        | 8          | 5           | 5          | 6        | 12        | 10       | 75     | 10     |
| Când vrei              | 12          | 7         | 6         | 10         | 10          | 12         | 12       | 6         | 0        | 75     | 12     |
| Never Let Go           | 0           | 2         | 3         | 1          | 0           | 0          | 1        | 10        | 1        | 18     | 0      |
| Saved My Heart for You | 0           | 0         | 0         | 0          | 1           | 0          | 0        | 0         | 0        | 1      | 0      |
| Belladonna             | 2           | 1         | 1         | 4          | 3           | 1          | 0        | 8         | 8        | 28     | 3      |

## Finale
La finale si è tenuta il 27 febbraio 2016 presso lo studio 2 di TRM a Chișinău ed è stata presentata da Sergiu Beznițchi e Olivia Furtună.
Si sono esibiti come interval acts Pasha Parfeny (rappresentante della Moldavia all'Eurovision 2012) e gli Space.
| #  | Artista                             | Titolo              | Punteggio | Punteggio | Punteggio | Posizione |
| #  | Artista                             | Titolo              | Giuria    | Televoto  | Totale    | Posizione |
| -- | ----------------------------------- | ------------------- | --------- | --------- | --------- | --------- |
| 1  | Valentin Uzun                       | Mine                | 0         | 6         | 6         | 8         |
| 2  | Maxim Zavidia                       | La La Love          | 7         | 7         | 14        | 5         |
| 3  | Doinița Gherman                     | Irresistible        | 3         | 3         | 6         | 7         |
| 4  | Lidia Isac                          | Falling Stars       | 8         | 12        | 20        | 1         |
| 5  | Big Flash Sound                     | Când vrei           | 5         | 0         | 5         | 9         |
| 6  | Che-MD                              | Vodă e cu noi       | 0         | 0         | 0         | 16        |
| 7  | Andrei Ioniță & Onoffrei            | Lie                 | 1         | 0         | 1         | 12        |
| 8  | Cristina Pintilie                   | Picture of Love     | 10        | 8         | 18        | 2         |
| 9  | Nadia Moșneagu                      | Memories            | 0         | 1         | 1         | 13        |
| 10 | Rodica & Ivan Aculov                | Stop Lying          | 0         | 4         | 4         | 10        |
| 11 | Emilia Russu                        | I Am Not the Same   | 0         | 0         | 0         | 15        |
| 12 | Viola                               | In the Name of Love | 2         | 0         | 2         | 11        |
| 13 | DoReDoS                             | FunnyFolk           | 6         | 10        | 16        | 4         |
| 14 | Max Fall feat. Dan Vozniuc & Malloy | Game Lover          | 4         | 2         | 6         | 6         |
| 15 | Valeria Pașa                        | Save Love           | 12        | 5         | 17        | 3         |
| 16 | Felicia Dunaf                       | You and Me          | 0         | 0         | 0         | 14        |

| Titolo              | I. Mahovici | V. Barbas | A. Marian | B. Cremene | G. Voinovan | I. Brătescu | S. Gozun | P. Gamurari | I. Razza | L. Știrbu | A. Moon | Totale | Totale |
| ------------------- | ----------- | --------- | --------- | ---------- | ----------- | ----------- | -------- | ----------- | -------- | --------- | ------- | ------ | ------ |
| Mine                | 0           | 0         | 0         | 0          | 0           | 1           | 7        | 8           | 1        | 0         | 0       | 17     | 0      |
| La La Love          | 8           | 0         | 8         | 6          | 4           | 3           | 4        | 5           | 10       | 10        | 8       | 66     | 7      |
| Irresistible        | 0           | 1         | 0         | 4          | 10          | 5           | 5        | 4           | 4        | 7         | 3       | 43     | 3      |
| Falling Stars       | 7           | 5         | 1         | 1          | 7           | 8           | 10       | 0           | 6        | 12        | 10      | 67     | 8      |
| Când vrei           | 2           | 3         | 10        | 12         | 12          | 2           | 6        | 3           | 2        | 0         | 5       | 57     | 5      |
| Vodă e cu noi       | 0           | 0         | 0         | 0          | 0           | 0           | 0        | 0           | 0        | 0         | 0       | 0      | 0      |
| Lie                 | 0           | 0         | 12        | 8          | 2           | 0           | 0        | 0           | 0        | 0         | 6       | 28     | 1      |
| Picture of Love     | 12          | 12        | 3         | 2          | 1           | 7           | 3        | 10          | 12       | 8         | 4       | 74     | 10     |
| Memories            | 5           | 8         | 5         | 3          | 0           | 0           | 0        | 0           | 5        | 0         | 0       | 26     | 0      |
| Stop Lying          | 0           | 4         | 0         | 0          | 0           | 4           | 2        | 1           | 3        | 6         | 0       | 20     | 0      |
| I Am Not the Same   | 0           | 0         | 0         | 0          | 0           | 0           | 0        | 0           | 0        | 5         | 0       | 5      | 0      |
| In the Name of Love | 6           | 6         | 0         | 0          | 3           | 6           | 0        | 2           | 8        | 4         | 0       | 35     | 2      |
| FunnyFolk           | 4           | 2         | 2         | 10         | 5           | 12          | 8        | 6           | 0        | 3         | 7       | 59     | 6      |
| Game Lover          | 3           | 7         | 4         | 5          | 6           | 10          | 0        | 7           | 0        | 2         | 2       | 46     | 4      |
| Save Love           | 10          | 10        | 7         | 7          | 8           | 0           | 12       | 12          | 7        | 1         | 12      | 86     | 12     |
| You and Me          | 1           | 0         | 6         | 0          | 0           | 0           | 1        | 0           | 0        | 0         | 1       | 9      | 0      |

## All'Eurovision Song Contest
La Moldavia si è esibita 3ª nella prima semifinale, piazzandosi al 17º posto con 33 punti e non raggiungendo la finale.

### Voto

#### Punti assegnati alla Moldavia
| Giurie        | Giurie  | Giurie   | Giurie            | Giurie             |
| 12            | 10      | 8        | 7                 | 6                  |
| ------------- | ------- | -------- | ----------------- | ------------------ |
|               |         |          |                   | - Armenia - Russia |
| 5             | 4       | 3        | 2                 | 1                  |
| - Azerbaigian | - Malta | - Grecia |                   |                    |
| Televoto      |         |          |                   |                    |
| 12            | 10      | 8        | 7                 | 6                  |
|               |         |          |                   |                    |
| 5             | 4       | 3        | 2                 | 1                  |
| - Russia      |         |          | - Cipro - Francia |                    |

#### Punti assegnati dalla Moldavia
| Punti | Giuria               | Televoto        |
| ----- | -------------------- | --------------- |
| 12    | Russia               | Azerbaigian     |
| 10    | Armenia              | Russia          |
| 8     | Repubblica Ceca      | Armenia         |
| 7     | Cipro                | Austria         |
| 6     | Malta                | Ungheria        |
| 5     | Croazia              | Malta           |
| 4     | Paesi Bassi          | San Marino      |
| 3     | Ungheria             | Repubblica Ceca |
| 2     | Estonia              | Croazia         |
| 1     | Bosnia ed Erzegovina | Estonia         |

| Punti | Giuria    | Televoto    |
| ----- | --------- | ----------- |
| 12    | Ucraina   | Russia      |
| 10    | Australia | Ucraina     |
| 8     | Spagna    | Azerbaigian |
| 7     | Russia    | Armenia     |
| 6     | Svezia    | Francia     |
| 5     | Armenia   | Australia   |
| 4     | Lituania  | Austria     |
| 3     | Malta     | Lituania    |
| 2     | Cipro     | Bulgaria    |
| 1     | Croazia   | Lettonia    |